# 126 Dywizja Piechoty (III Rzesza)
126 Dywizja Piechoty (niem. 126. Infanterie-Division) – niemiecka dywizja z czasów II wojny światowej, sformowana na mocy rozkazu z 15 października 1940, w 11. fali mobilizacyjnej, w Münster w VI Okręgu Wojskowym.
W maju 1945 skapitulowała przed radziecką 417 DS.

## Struktura organizacyjna
Struktura organizacyjna w  październiku 1940
422., 424. i 426. pułk piechoty, 126 pułk artylerii, 126 batalion pionierów (saperów), 126 oddział rozpoznawczy, 126 oddział przeciwpancerny, 126 oddział łączności, 126 polowy batalion zapasowy;
Struktura organizacyjna w październiku 1943
422., 424. i 426. pułk grenadierów, 126 pułk artylerii, 126 batalion pionierów (saperów), 126 batalion fizylierów, 126 oddział przeciwpancerny, 126 oddział łączności, 126 polowy batalion zapasowy;
Struktura organizacyjna w lutym 1944
422., 424. i 426. pułk grenadierów, 126 pułk artylerii, 126 batalion pionierów (saperów), 126 oddział przeciwpancerny, 126 oddział łączności, 126 polowy batalion zapasowy;

## Dowódcy
- Generalleutnant Paul Laux 18 X 1940 – X 1942;
- Oberst Kurt Chill 10 X 1942 – 13 X 1942;
- Generalleutnant Harry Hoppe 14 X 1942 – IV 1943;
- Generalmajor Friedrich Hofmann 25 IV 1943 – 24 VII 1943;
- Generalleutnant Harry Hoppe 24 VII 1943 – XI 1943;
- Generalmajor Gotthard Fischer 7 XI 1943 – IV 1944;
- Oberst Rudolf Goltzsch IV 1944;
- Generalleutnant Gotthard Fischer IV 1944 – 5 I 1945;
- Generalmajor Kurt Hähling 5 I 1945 – 9 V 1945.